# Kindergarten Cop
Kindergarten Cop (bra: Um Tira no Jardim de Infância; prt: Um Polícia no Jardim Escola) é um filme de 1990, do gênero comédia de ação, dirigido por Ivan Reitman, distribuído pela Universal Pictures e estrelado por Arnold Schwarzenegger no papel de John Kimble, um detetive de polícia durão que precisa se disfarçar como um professor de escola infantil para prender um criminoso recém-saído da prisão. O filme foi lançado nos Estados Unidos em 21 de dezembro de 1990 e arrecadou $ 202 milhões em todo o mundo.
O filme teve diversas locações em Astoria, Oregon, incluindo na John Jacob Astor Elementary School.  As demais cenas foram gravadas na Universal Studios. Uma sequência lançada diretamente para o vídeo, Kindergarten Cop 2, foi lançada em 2016, com Dolph Lundgren no papel principal.

## Sinopse
Depois de anos perseguindo o traficante de drogas Cullen Crisp, o detetive da polícia de Los Angeles, John Kimble, finalmente consegue o prender por assassinato. Uma testemunha viu Cullen assassinar um informante depois de obter informações sobre o paradeiro de sua ex-esposa Rachel Myatt Crisp, que supostamente roubou milhões de dólares do Crisp antes de fugir com seu filho, Cullen Jr.
Em parceria com a ex-professora que virou detetive Phoebe O'Hara, Kimble se disfarça em Astoria, Oregon, para encontrar Rachel e oferecer imunidade em troca de testemunhar contra Crisp no tribunal. Para este fim, O'Hara deve atuar como professora substituta do jardim de infância onde supostamente estuda Cullen Jr. na Astoria Elementary School.
No caminho para Astoria, O'Hara sofre um caso terrível de gripe estomacal, adoece no último momento, então Kimble toma seu lugar como professor. A diretora da escola, senhorita Schlowski, está convencida de que Kimble não durará muito antes de desistir. Oprimido no início, Kimble se adapta rapidamente ao seu novo status, apesar de não ter nenhuma experiência formal de ensino ou treinamento. Com o uso de seu furão de estimação como um mascote de classe como reforço positivo, seu treinamento policial como modelo de estrutura em sala de aula e sua experiência como pai(Kimble é divorciado e tem um filho que não vive com ele), ele se torna uma figura muito admirada e valorizada pelas crianças.
Com o tempo, Kimble começa a apreciar seu papel secreto, inclusive lidando com um caso de abuso infantil, ganhando assim o favor de Schlowski. Em observação de seu estilo de ensino, ela garante a ele que, embora não concorde com seus métodos, ela pode ver que ele é um bom professor. Kimble se torna afeiçoado à colega professora Joyce Palmieri, a mãe de seu aluno Dominic. Conforme Kimble se aproxima de Joyce, ela conta que está distante do ex-marido e prefere não falar dele, dizendo a Dominic que seu pai mora na França.
Conversando com uma Joyce gradualmente mais confiante, Kimble deduz que ela é Rachel Crisp e que Dominic é Cullen Jr. Na Califórnia, o caso que mantém Crisp na cadeia é fechado depois que a testemunha morre por usar cocaína contaminada fornecida pela mãe de Crisp, Eleanor. Crisp é libertado da prisão e imediatamente viaja para Astoria com sua mãe para procurar Dominic. Quando Kimble descobre que Cullen foi libertado, ele confronta Joyce sobre sua identidade, dizendo que ele pode protegê-la se ela cooperar. Indignada que ele a enganou, ela diz a Kimble que Cullen mentiu sobre ela roubar o dinheiro para convencer traficantes de drogas que ele conhece para ajudá-lo a encontrá-la; A verdadeira razão era encontrar seu filho, pois ele estava com raiva porque sua esposa desapareceu com o menino afim de escondê-lo de seu pai.
Quando finalmente chega á escola em Astoria, Crisp, tentando evitar ser visto por Kimble, começa um incêndio na biblioteca da escola como uma distração para sequestrar Dominic, mas o usa como refém quando Joyce chega e utiliza o mesmo afim de ameaçar Kimble quando este o encontra e tenta acalmá-lo, sem sucesso. Enquanto Crisp ameaça fugir com Dominic, O furão de Kimble morde o bandido no pescoço, permitindo que Dominic escape; tentando se livrar do furão, Crisp tenta atirar no bicho, mas erra e atira na própria perna permitindo que Kimble atire fatalmente nele. Do lado de fora, Eleanor atropela O'Hara com seu carro antes de entrar, quando lá dentro, ela descobre seu filho morto e intercepta Kimble, atirando em seu ombro e o tirando de combate enquanto questiona sobre seu neto Dominic, mas O'Hara enfurecida reaparece e agride Eleanor com um taco de beisebol.
Eleanor é presa e o inconsciente Kimble é hospitalizado com O'Hara, ambos se recuperando completamente. O'Hara retorna à polícia em Los Angeles, enquanto Kimble decide se aposentar, ficando em Astoria para se tornar professor do jardim de infância da escola. Joyce se junta a Kimble e o beija enquanto todos os alunos comemoram.

## Elenco
| Intérprete                         | Personagem                           |
| ---------------------------------- | ------------------------------------ |
| Arnold Schwarzenegger              | Detetive John Kimble                 |
| Penelope Ann Miller                | Joyce Palmieri / Rachel Myatt Crisp  |
| Pamela Reed                        | Detetive Phoebe O'Hara               |
| Richard Tyson                      | Cullen Crisp, Sr.                    |
| Carroll Baker                      | Sra. Eleanor Crisp                   |
| Cathy Moriarty                     | Jillian, mãe do Sylvester            |
| Linda Hunt                         | Diretora Schlowski                   |
| Christian Cousins e Joseph Cousins | Dominic Palmieri / Cullen Crisp, Jr. |
| Park Overall                       | mãe da Samantha                      |
| Heidi Swedberg                     | mãe do Joshua                        |
| Jayne Brook                        | Sra. Sullivan                        |
| John Hammil                        | Sr. Sullivan                         |
| Richard Portnow                    | Capitão Salazar                      |
| Bob Nelson                         | Henry Shoop                          |
| Tom Kurlander                      | Danny                                |
| Alix Koromzay                      | Cindy                                |
| Ben McCreary                       | Lowell                               |
| Angela Bassett                     | aeromoça                             |
| Sarah Rose Karr                    | Emma                                 |
| Miko Hughes                        | Joseph                               |
| Ben Diskin                         | Sylvester                            |
| Adam Wylie                         | Larry                                |
| Odette Yustman                     | Rosa                                 |

## Música
| N.º            | Título                          | Duração |  |
| 1.             | "Astoria School Theme"          | 1:06    |  |
| 2.             | "Children's Montage"            | 3:21    |  |
| 3.             | "Love Theme (Joyce)"            | 2:30    |  |
| 4.             | "Stalking Crisp"                | 3:40    |  |
| 5.             | "Dominic's Theme/A Rough Day"   | 1:54    |  |
| 6.             | "The Line Up/Fireside Chat"     | 2:57    |  |
| 7.             | "Rain Ride"                     | 1:55    |  |
| 8.             | "The Kindergarten Cop"          | 1:27    |  |
| 9.             | "Poor Cindy/Gettysburg Address" | 2:06    |  |
| 10.            | "A Dinner Invitation"           | 0:47    |  |
| 11.            | "Love Theme Reprise"            | 1:25    |  |
| 12.            | "A Magic Place"                 | 2:54    |  |
| 13.            | "Kimble Reveals the Truth"      | 1:45    |  |
| 14.            | "The Tower/Everything Is OK"    | 2:29    |  |
| 15.            | "Fire at the School"            | 5:38    |  |
| 16.            | "Closing"                       | 2:14    |  |
| Duração total: | Duração total:                  | 34:48   |  |

## Recepção

### Bilheteria
Kindergarten Cop arrecadou $ 91,4 milhões na América do Norte, $ 110,5 em outros territórios e $ 202 milhões em todo o mundo. Foi lançado no Reino Unido em 1º de fevereiro de 1991 e liderou as bilheterias do país naquele fim de semana.

### Crítica
No Rotten Tomatoes, o filme possui uma classificação de 53% com base em 38 críticas, e uma classificação média de 5,50/10. O consenso do site diz: "Arnold Schwarzenegger substitui seu brio de ação por um timing cômico refrescante e adepto, mas o filme é muito sombrio para crianças e muito enjoativo para adultos." No Metacritic, possui uma pontuação de 61 em 100, com base em 15 críticos, indicando "críticas geralmente favoráveis".

## Sequência
Uma sequência diretamente para DVD foi lançada em maio de 2016, com Dolph Lundgren no papel principal.

## Prêmios e indicações
Young Artist Awards (EUA)
- Os gêmeos Joseph Cousins e Christian Cousins venceram na categoria de "Melhor Ator Coadjuvante Jovem em Cinema".
- O elenco jovem completo do filme recebeu o prêmio na categoria de "Extraordinário Elenco Jovem em Cinema".